# La morte di Lucrezia
La morte di Lucrezia (La Mort de Lucrèce) è un cortometraggio muto del 1913 diretto da Louis Feuillade.

## Produzione
Il film fu prodotto dalla Société des Etablissements L. Gaumont.

## Distribuzione
Distribuito dalla Société des Etablissements L. Gaumont, il film uscì nelle sale cinematografiche francesi nel gennaio 1913. Fu distribuito anche negli Stati Uniti dall'Exclusive Supply Corporation con il titolo The Honor of Lucrece, uscendo il 10 giugno 1913. È conosciuto anche con il titolo internazionale The Death of Lucrece.